# Jose Ricardo Rodrigues Barbosa
Jose Ricardo Rodrigues Barbosa (Irecê), é um político brasileiro, filiado ao PSD. Nas eleições de 2022, foi eleito deputado estadual pela BA.